# Kornnatter
Die Kornnatter (Pantherophis guttatus), auch Gewöhnliche Kornnatter, ist eine ungiftige Schlangenart aus der Familie der Nattern (Colubridae) und ist in Nordamerika beheimatet. Mit einer typischen Körperlänge von 120 bis 150 cm zählt sie zu den mittelgroßen Arten innerhalb der Gattung der Amerikanischen Kletternattern (Pantherophis). Sie ernährt sich als dämmerungs- und nachtaktiver Lauerjäger von kleinen Säugern, Amphibien, Reptilien und Vögeln. Aufgrund ihres großen Verbreitungsgebietes, welches sich über weite Teile der östlichen USA erstreckt, ist die Art in ihrem Erscheinungsbild sehr variabel.

## Beschreibung

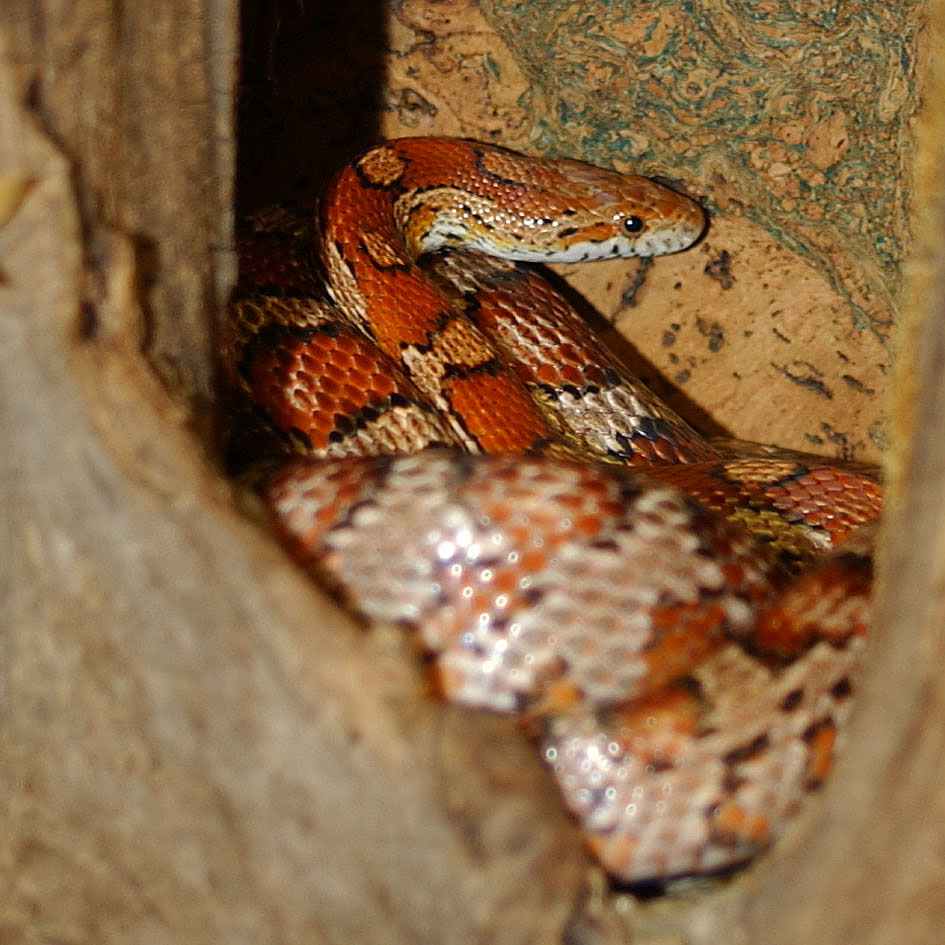
Erwachsene Kornnatter in einem Versteck

Kornnattern erreichen eine Körperlänge von 120 cm bis 150 cm, in Ausnahmefällen auch über 180 cm (der beschriebene Rekord liegt bei 189 cm). Die Kornnatter gehört damit zu den mittelgroßen Nattern innerhalb der Gattung Pantherophis. Das Gewicht einer adulten Kornnatter kann abhängig von Jahreszeit und Ernährungszustand erheblich schwanken und reicht von 200 g bei jungen, geschlechtsreifen Tieren bis zu über 800 g bei sehr großen und gut genährten Individuen.
Die Geschlechtsunterscheidung anhand äußerer Merkmale ist nur schwer möglich. Auskunft über das Geschlecht können dabei die sich beim Männchen durch das Vorhandensein von Hemipenistaschen, einer weniger spitzen Schwanzpartie sowie das Vorhandensein einer geringeren Anzahl von Subcaudalia beim Weibchen im direkten Vergleich geben.
Der Körperbau der Kornnatter ist im Allgemeinen schlank, der Kopf ist nur leicht abgesetzt. Die Augen sind groß und nahezu unbeweglich, die große, runde Pupille wird von einem braunen Irisring eingeschlossen. Der 4. und 5., alternativ auch der 5. und 6. der 8–9 Oberlippenschilde (Supralabialia) stehen in Kontakt mit dem Auge, welches von einem Präoculare, zwei Postocularia und einem großen Supraoculare umgeben ist. Die Anzahl der 203–245 Ventralia und der 47–84 Subcaudalia nimmt innerhalb des Verbreitungsgebietes von Nord nach Süd zu. Der Analschild ist geteilt.
In Färbung und Zeichnung ist die Kornnatter durch ihr großes Verbreitungsgebiet sehr variabel, die Grundfarbe reicht von einem matten Grau bis zu einem starken Braun-Orange. Die 34–47 rechteckigen, mehr oder weniger stark schwarz eingefassten Körper- und Schwanzflecken („Sattelflecken“) weisen zumeist eine orange bis rötlich-braune Färbung auf und sind in ihrer Form und Anzahl ein wichtiges Merkmal zur Abgrenzung der Kornnatter von der ihr sehr ähnlichen Prärie-Kornnatter (Pantherophis emoryi). Auch in der Intensität der Färbung lässt sich bei Pantherophis guttatus eine Veränderung entlang der Nord-Süd-Linie des Verbreitungsgebietes beobachten, wobei sich die eher kontrastarm grau-braun gefärbten Individuen aus nördlichen Populationen deutlich von ihren rötlicheren, kontrast- und farbintensiveren Artgenossen aus dem Süden unterscheiden. Die helle Bauchseite zeichnet sich durch ein für die Kornnatter typisches „Schachbrettmuster“ aus, welches aus sich abwechselnden, hellen und braun-schwarzen, rechteckigen Schuppen besteht. Die Kopfoberseite ziert ein variables Ornament, welches am Hals in den ersten Sattelfleck überläuft.

## Lebensraum und Verbreitung

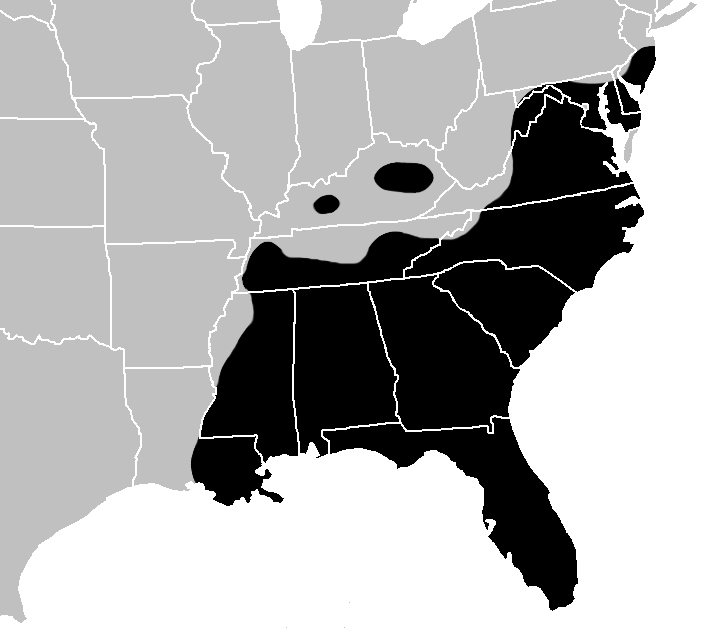
Verbreitungsgebiet von Pantherophis guttatus nach G. Köhler & P. Berg (2005)

Das Verbreitungsgebiet der Kornnatter erstreckt sich entlang der Ostküste der Vereinigten Staaten vom Bundesstaat New York bis in die Florida Keys. Die westlichsten Populationen von Pantherophis guttatus finden sich in den Bundesstaaten Mississippi, Louisiana und Tennessee, wo das Verbreitungsgebiet an die Habitate der Slowinski-Kornnatter (Pantherophis slowinskii) und der Prärie-Kornnatter (Pantherophis emoryi) grenzt.
Bedingt durch das große Verbreitungsgebiet bewohnt die Kornnatter unterschiedlichste Lebensräume, die sich zum Teil erheblich in ihrer geographischen Beschaffenheit und dem Lokalklima unterschieden. So reicht ihr Lebensraum von Habitaten auf Seehöhe bis hinauf in höhere Lagen von über 750 m. In den unterschiedlichen Zonen ihres Verbreitungsgebietes bewohnt die Kornnatter sowohl sommerfeuchte Laub- und Nadelwälder, Busch- und Graslandareale als auch Feuchtgebiete, als Kulturfolger ist sie darüber hinaus häufig in der Nähe menschlicher Siedlungen zu finden.

## Lebensweise

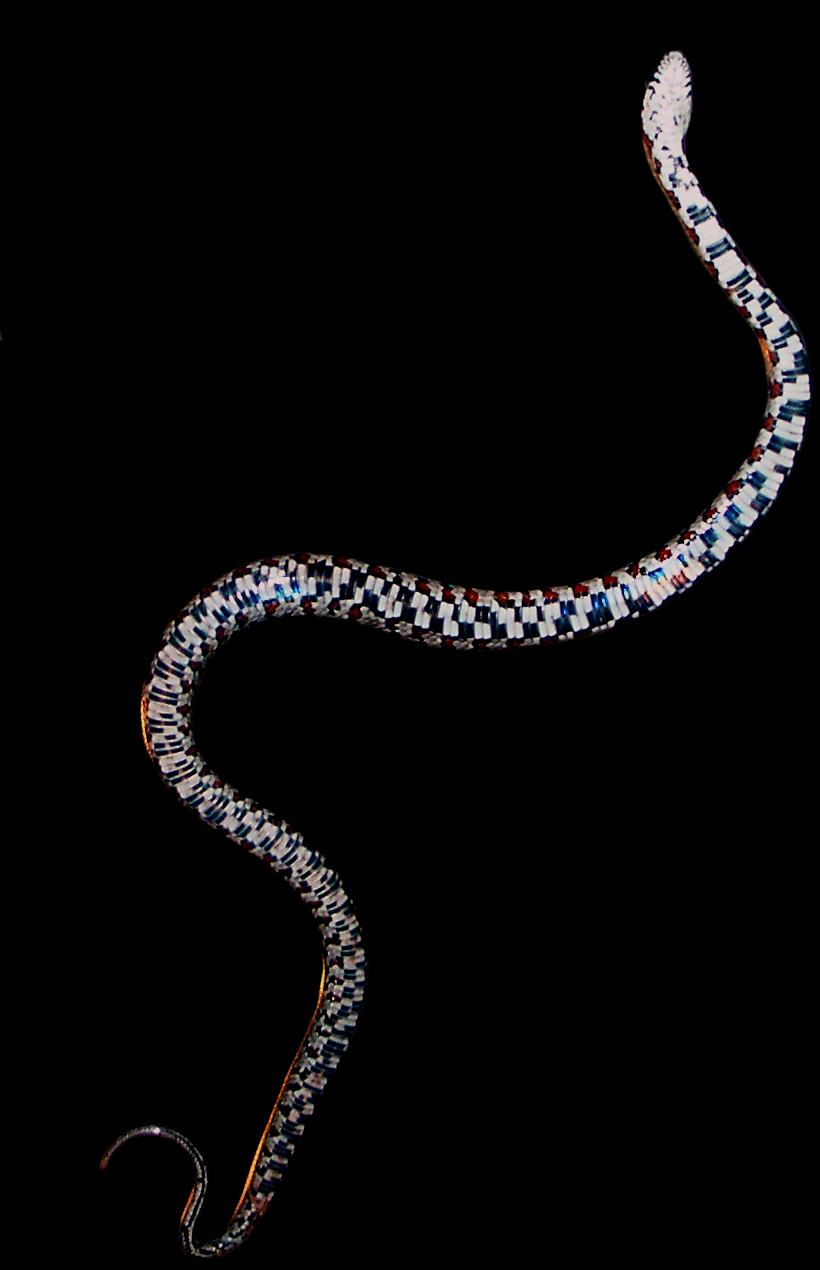
Ventralzeichnung einer juvenilen Kornnatter

### Verhalten
Kornnattern gelten im Allgemeinen als nacht- und dämmerungsaktive Tiere, können aber teilweise auch tagsüber an exponierten Stellen beim Sonnenbad beobachtet werden. Die Suche nach geeigneten Beutetieren findet zumeist nachts oder in der Dämmerung statt.
Den Großteil ihres Lebens verbringt die Kornnatter verborgen unter Laubstreu, Rindenmulch, Felsen sowie in hohlen Baumstämmen und Höhlen. Kornnattern sind ausgesprochen gute Kletterer und sind somit auch in Bäumen anzutreffen, wo sie Vögel erbeuten oder deren Nester plündern – Wasser wird, obwohl die Tiere gute Schwimmer sind, weitestgehend gemieden.
Auf Bedrohung reagieren Kornnattern zumeist mit Flucht, nur selten kann das typische Abwehrverhalten beobachtet werden – dabei richtet die Schlange ihr vorderes Körperdrittel in einer für viele Schlangenarten typischen S-Haltung auf und schnellt daraus bei anhaltender Bedrohung blitzschnell vor, um Abwehrbisse auszuführen. Besonders bei jungen Kornnattern kann in Stresssituationen auch ein deutliches Vibrieren mit der Schwanzspitze beobachtet werden, welches ein einschüchterndes, rasselndes Geräusch erzeugt.
In großen Teilen des Verbreitungsgebietes begeben sich Kornnattern in der kühleren Jahreszeit in eine mehr oder weniger ausgedehnte Winterruhe. Zu diesem Zweck versammeln sich oft hunderte Exemplare an geeigneten Stellen um gemeinsam zu überwintern. Diese Ruheperiode dauert je nach lokalem Klima bis zu 4 Monate, in denen die Tiere keine Nahrung zu sich nehmen.

### Ernährungsweise
Als dämmerungs- und nachtaktiver Lauerjäger ernährt sich die Kornnatter von einem breiten Nahrungsspektrum, welches vorwiegend aus kleinen Säugetieren (Mäuse, Ratten), Reptilien (z. B.: Anolis) und Amphibien besteht, auch Vögel werden mitunter erbeutet. Darüber hinaus ist bekannt, dass die sehr kletterfreudigen Kornnattern auch Vogelnester plündern und die darin enthaltenen Eier und Jungvögel verspeisen.
Die Kornnatter verfügt zum Beutefang über keinerlei Gift und tötet ihre Beute deshalb durch Erwürgen. Zu diesem Zweck schlingt sie ihren sehr muskulösen Körper mehrmals um das mit den Kiefern fixierte Beutetier und erhöht damit den Druck auf die inneren Organe ihres Opfers so lange, bis der Tod eintritt. Dem eigentlichen Schlingakt voraus geht zumeist eine kurze Ruhepause, ehe die erlegte Beute – zumeist mit dem Kopf voran – durch Bewegungen der äußerst flexiblen Kieferhälften und unterstützt von windenden Muskelbewegungen des vorderen Körperdrittels im Ganzen verschlungen wird.

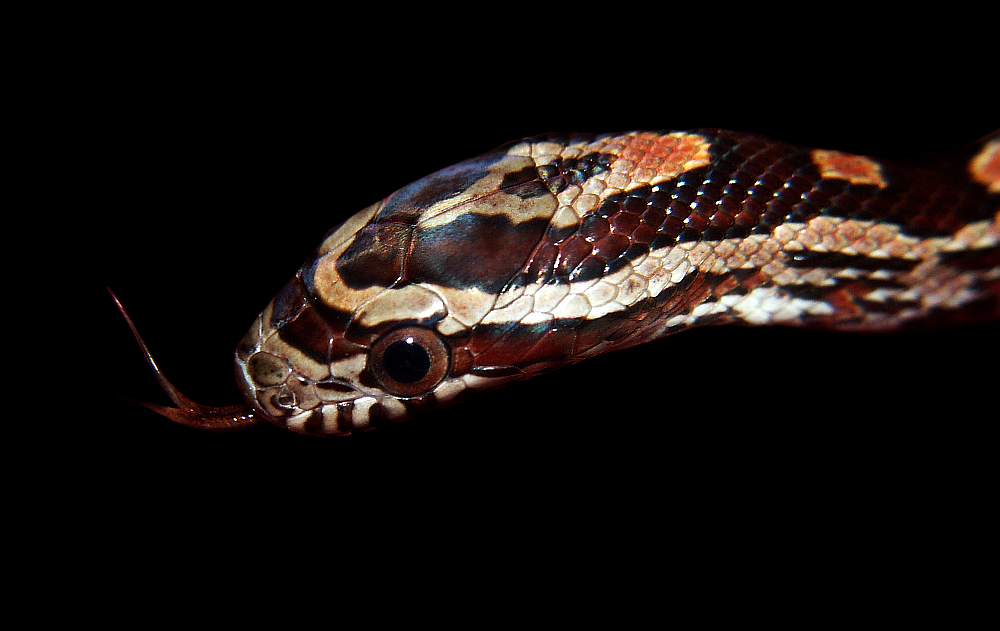
Kopfprofil einer juvenilen Kornnatter

### Sinnesleistungen
Die Kornnatter nimmt ihre Umgebung hauptsächlich durch das am Gaumendach liegende vomeronasale Organ wahr, welches dazu dient, die mit der gespaltenen Zunge aufgenommenen Geruchspartikel der Umgebungsluft zu analysieren und deren Ursprünge genau zu orten. Durch die Spaltung der Zunge ist die Schlange fähig, sich anhand der olfaktorisch wahrgenommenen Informationen auch räumlich zu orientieren.
Der Gesichtssinn der Kornnatter ermöglicht ihr ein scharfes, binokulares Sehen auch auf längere Distanz (bis hin zum 5-fachen ihrer eigenen Körperlänge).

Schlupf einer Kornnatter

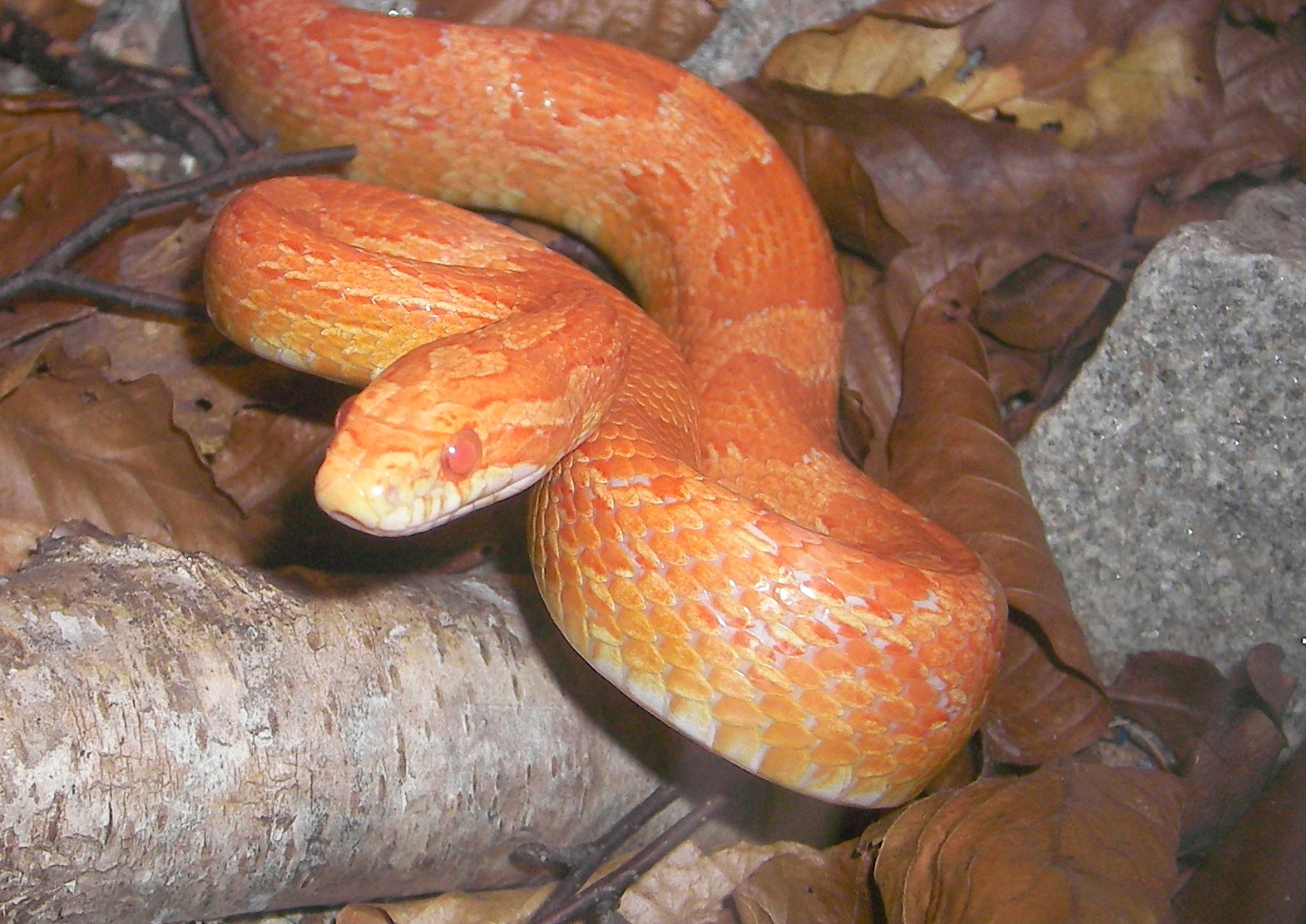
Kornnatter in angriffsbereiter Haltung

### Fortpflanzung, Entwicklung und Geschlechtsreife
Die Paarungszeit der Kornnatter beginnt mit dem Abschluss der ersten Häutung nach der Winterruhe (vereinzelt bei männlichen Exemplaren auch schon früher) im Frühjahr. Männliche Tiere zeigen zu dieser Zeit eine erhöhte Aktivität und durchstreifen unermüdlich das Gebiet auf der Suche nach paarungsbereiten Weibchen. Treffen zwei Männchen dabei aufeinander kommt es häufig zu unblutigen Ritualkämpfen, bei denen sich die Tiere umschlingen und versuchen, den Konkurrenten niederzudrücken. Weibchen signalisieren ihre Paarungsbereitschaft durch das vermehrte Abgeben von Pheromonen.
Der Paarung voraus geht zumeist ein ausgedehntes Balzritual, bei dem das Männchen das paarungsbereite Weibchen verfolgt und versucht, auf dessen Rücken zu gelangen. Die Paarung selbst geschieht durch das Einführen eines der beiden stachelbesetzten Hemipenes in die Kloake des Weibchens und dauert im Regelfall 10–30 Minuten.
Nach einer sehr variablen Trächtigkeitsdauer von 30 bis 70 Tagen legt das Weibchen gewöhnlich zwischen April und Juni ihre 8 bis 20 weichschaligen Eier an einem dafür geeigneten Ort (z. B. unter Baumstümpfen oder Felsen) ab und verlässt danach das Gelege. Ein Brutpflegeverhalten bei Kornnattern ist nicht bekannt.
Die 20–30 cm langen und unter 10 g schweren Jungschlangen schlüpfen in Abhängigkeit von der Inkubationstemperatur nach ungefähr 60 bis 80 Tagen aus den Eiern, indem sie die lederartige Kalkschale mit ihrem Eizahn eröffnen. Bis zu ihrer ersten Häutung ungefähr 1 bis 2 Wochen nach dem Schlupf ernähren sich die Neonaten von den Resten des vor dem Ausschlüpfen in die Bauchhöhle zurückgezogenen Dottersacks, danach erbeuten sie selbstständig ihre erste Nahrung, zumeist in Form von kleinen Amphibien und Reptilien, seltener auch jungen Säugetieren oder Wirbellosen. In den ersten drei Lebensjahren wachsen Kornnattern recht zügig und sind beim Erreichen der Geschlechtsreife im Alter von ungefähr 3 Jahren (unter optimalen Ernährungsbedingungen kann die Geschlechtsreife auch schon erheblich früher, teilweise in einem Alter von erst 9 Monaten eintreten) bereits zwischen 100 und 120 cm lang. Während der Wachstumsphase unterliegen Färbung und Zeichnung des Individuums einem deutlichen Wandel vom weitgehend grau-braunen Jugendkleid zur häufig intensiv rot und orange leuchtenden Farbe der adulten Kornnatter.
In Gefangenschaft erreichen Kornnattern ein Alter von über 20 Jahren, über die Lebenserwartung im Freiland ist nur wenig bekannt, allerdings dürfte diese deutlich unter dem in Menschenhand erreichten Höchstalter liegen.

## Systematik und Namensherkunft

### Beschreibungsgeschichte
Die Erstbeschreibung der Kornnatter erfolgte bereits 1766 durch Carl von Linné unter dem Taxon Coluber guttatus, sie gehörte damals zu den ersten wissenschaftlich beschriebenen Schlangenarten Nordamerikas.
Erst beinahe ein Jahrhundert später wurde diese Klassifizierung durch Leopold Fitzinger revidiert und die Kornnatter somit 1843 unter dem heute wieder gültigen Namen Pantherophis guttatus weitergeführt, ehe sie 1985 – nach zahlreichen Neubeschreibungen – von G. Stebbins unter dem Taxon Elaphe guttata in die umfassende Gattung der Kletternattern (Elaphe, Fitzinger 1833) gestellt wurde, in welcher sowohl Alt- als auch Neuwelt-Colubriden beschrieben wurden.

### Moderne Systematik
In eingehenden wissenschaftlichen Untersuchungen zur Monophylie der Gattung Elaphe stellten Utiger et al. (2002) und Utiger et al. (2005) anhand von DNA-Analysen und Untersuchungen am Aufbau der Hemipenes deutliche Abweichungen innerhalb der Gattung fest, woraufhin diese revidiert und in 13 Gattungen aufgespalten wurde. Seither wird die Kornnatter gemeinsam mit neun ihr nahe verwandten Spezies der wiedereingeführten Gattung Pantherophis Fitzinger, 1843 zugeordnet.
In einer nahezu zeitgleich veröffentlichten Überarbeitung durch Frank T. Burbrink (2002) verloren auch die vier bislang beschriebenen Unterarten der Kornnatter (Elaphe guttata gutatta, E. g. rosacea, E. g. meahllmorum und E. g. emoryi) ihre Gültigkeit und wurden in verschiedene Arten eingegliedert, sodass keine Unterarten von Pantherophis guttatus anerkannt werden (Stand 2014).

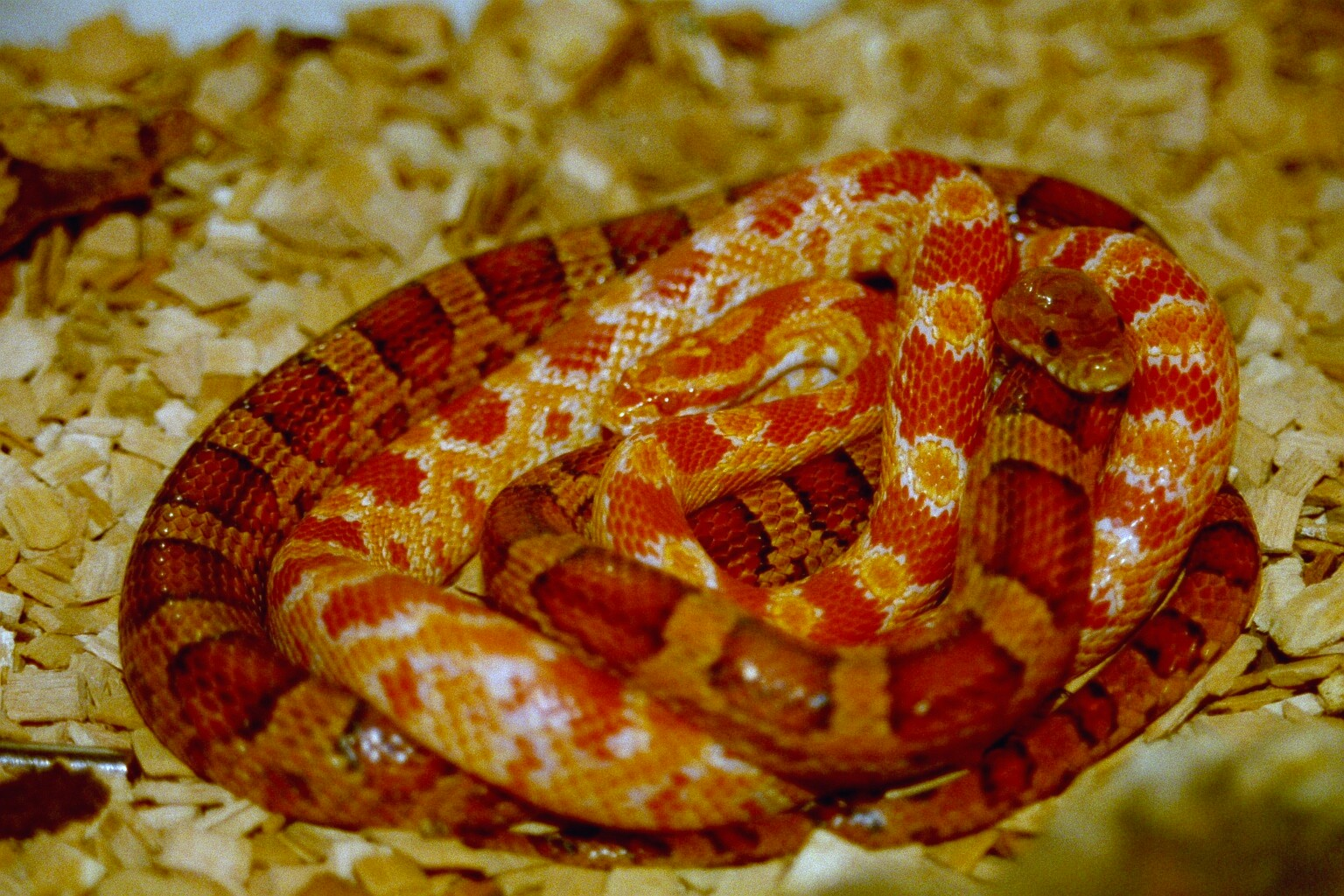
Wildfarbene und amelanistische Kornnatter im Terrarium.

### Etymologie
Die wissenschaftliche Bezeichnung der Gattung Pantherophis setzt sich zusammen aus den griechischen Wörtern panthera (‚Leopard‘) und ophis (‚Schlange‘). Der Artname guttatus hingegen ist lateinisch und bedeutet übersetzt ‚gesprenkelt‘. Die Herkunft ihres am häufigsten verwendeten englischen Trivialnamen Corn Snake (‚Maisschlange‘ bzw. ‚Kornschlange‘) lässt Raum für zwei Erklärungen: Eine Variante ist der Lebensraum der Kornnatter, die mit Vorliebe auf Getreidefeldern und in Kornspeichern den dort häufig anzutreffenden Nagetieren auflauert. Eine weitere Erklärung liefert der bunte Indianermais (engl. Indian Corn), dessen Kolben Ähnlichkeit mit der Bauchzeichnung der Kornnatter aufweist.

## Die Kornnatter und der Mensch
Als Kulturfolger hält sich die Kornnatter gerne in der Nähe menschlicher Siedlungen auf, um auf Kornfeldern und in Kornspeichern ihren Beutetieren aufzulauern. Diese Nähe zum Menschen in Verbindung mit ihrem sehr ruhigen Temperament und den einfach herzustellenden Haltungsbedingungen machte die Kornnatter schon sehr früh zu einem beliebten Terrarienpflegling. Aus den zahlreichen, auch in der Natur immer wieder vorkommenden Farbmutanten und Lokalformen züchtete der Mensch im Laufe weniger Jahrzehnte eine Vielzahl unterschiedlicher Farbvarietäten (sogar „scaleless“ also schuppenlose Tiere), die sich ungebrochener Beliebtheit bei Heimtierhaltern aus aller Welt erfreuen.

## Gefährdung und Schutzstatus
Die Kornnatter wird von der IUCN als „nicht gefährdet“ (Least Concern) geführt, da sowohl ihr Lebensraum als auch die Stabilität der einzelnen Populationen bis auf Weiteres gesichert und gut dokumentiert sind.